# سجن بادوش
سجن بادوش المركزي هو سجن «شديد التحصين»، وثاني أكبر سجن في العراق بعد سجن أبو غريب. يقع قرب بلدة بادوش الواقعة غرب الموصل.

## تاريخ
بدأ بناء السجن سنة 1979 وانتهى سنة 1986 م، على مساحة تقدر بأكثر من كيلو مترين تقريبا. أما تسمية السجن، فكانت تسميته الرسمية سنة 1982 م دار إصلاح الكبار في الموصل وبعد سنة 2003 م تغير الاسم إلى المجمع الإقليمي الإصلاحي في الموصل ثم تغيرت إلى سجن الموصل المركزي عام 2011 م وأخيراً استقر الاسم على سجن بادوش المركزي سنة 2012 م.

## هروب سجناء
في كانون الأول 2006 م هرب من السجن أيمن السبعاوي، ابن الأخ غير الشقيق لصدام، والذي كان محكوما عليه بالسجن المؤبد بتهمة مساعدة الجماعات المسلحة. وفي آذار 2007 م تمكن مسلحون من إطلاق سراح نحو 150 سجينا، من ضمنهم الناطق باسم تنظيم القاعدة في العراق أبو ميسرة العراقي.
وفي حزيران 2014 م، قامت داعش بإطلاق سراح 1400 سجين من سجن بادوش. وقامت بقتل نحو 670 سجيناً منهم على خلفيات طائفية.